# Proscrisul din arhipelag
Proscrisul din arhipelag (titlul original în engleză An Outcast of the Islands) este al doilea roman al scriitorului Joseph Conrad publicat în 1896, la doar un an după prima sa operă. A fost inspirat de experiența lui Conrad ca ofițer pe vaporul Vidar.
Creația vizează istoria lui Peter Willems, un om imoral și fără reputație, care, fugind din Makassar din pricina unui scandal, găsește refugiu într-un sătuc de aborigeni, după care îi trădează pe binefăcătorii săi, seducînd fiica șefului tribului. Opera are ca personaj și pe Tom Lingard, care apare în Hanul lui Almayer (1985) și în The Rescue (1920).

## Vezi și
- Joseph Conrad